# Bekelaar
Bekelaar is een buurtschap  ten oosten van Mierlo in de gemeente Geldrop-Mierlo, in de Nederlandse provincie Noord-Brabant. Het bestaat uit een driehoekig weiland met daaromheen een aantal boerderijen. Sinds de aanleg van de nieuwbouwwijk Loeswijck hoort het bij de bebouwde kom van Mierlo.
In Bekelaar ligt de Kersenveiling van Mierlo. 
Bekelaar is ook de naam van de weg tussen Mierlo en Lierop die door het gehucht loopt.

## Etymologie
De naam Bekelaar bestaat uit de delen beek en laar. Beek wijst naar een beek die hier ooit heeft gelopen. Laar betekent een bosachtig moerassig gebied. 
Dorpen: Geldrop · Hoog Geldrop · Mierlo 

Buurtschappen: Bekelaar · 't Broek · De Loo · Genoenhuis · Goor . Gijzenrooi · Heiderschoor · Hout · Hulst · Loeswijk · Luchen · Overakker · Trimpert · Voortje

Wijken van Geldrop: Akert · Braakhuizen-Noord · Braakhuizen-Zuid · Centrum · Coevering · Gijzenrooi · Skandia 

Noord-Brabant: Steden en dorpen      Nederland: Provincies · Gemeenten
1. ↑  ANWB Topografische Atlas Noord-Brabant (2005) - kaart 120 172-384 ISBN 90-18-02128-8. Geraadpleegd op 17 augustus 2024